# Италия на зимних Олимпийских играх 1972
Италия принимала участие в зимних Олимпийских играх 1972 года в Саппоро (Япония) в одиннадцатый раз за свою историю и завоевала две серебряные, одну бронзовую и две золотые медали. Сборную страны представляли 41 мужчина и 3 женщины.

## Медалисты
| Медаль  | Спортсмен                                                            | Вид спорта        | Дисциплина                 |
| ------- | -------------------------------------------------------------------- | ----------------- | -------------------------- |
| Золото  | Густав Тёни                                                          | Горнолыжный спорт | Мужчины, гигантский слалом |
| Золото  | Пауль Хильдгартнер Вальтер Пляйкнер                                  | Санный спорт      | Мужчины, двойки            |
| Серебро | Невио де Цордо Адриано Фрассинелли Коррадо даль Фабро Джанни Бонишон | Бобслей           | Мужчины, четвёрки          |
| Серебро | Густав Тёни                                                          | Горнолыжный спорт | Мужчины, слалом            |
| Бронза  | Роланд Тёни                                                          | Горнолыжный спорт | Мужчины, слалом            |